# Officiel (football américain)
Pour les articles homonymes, voir Officiel.

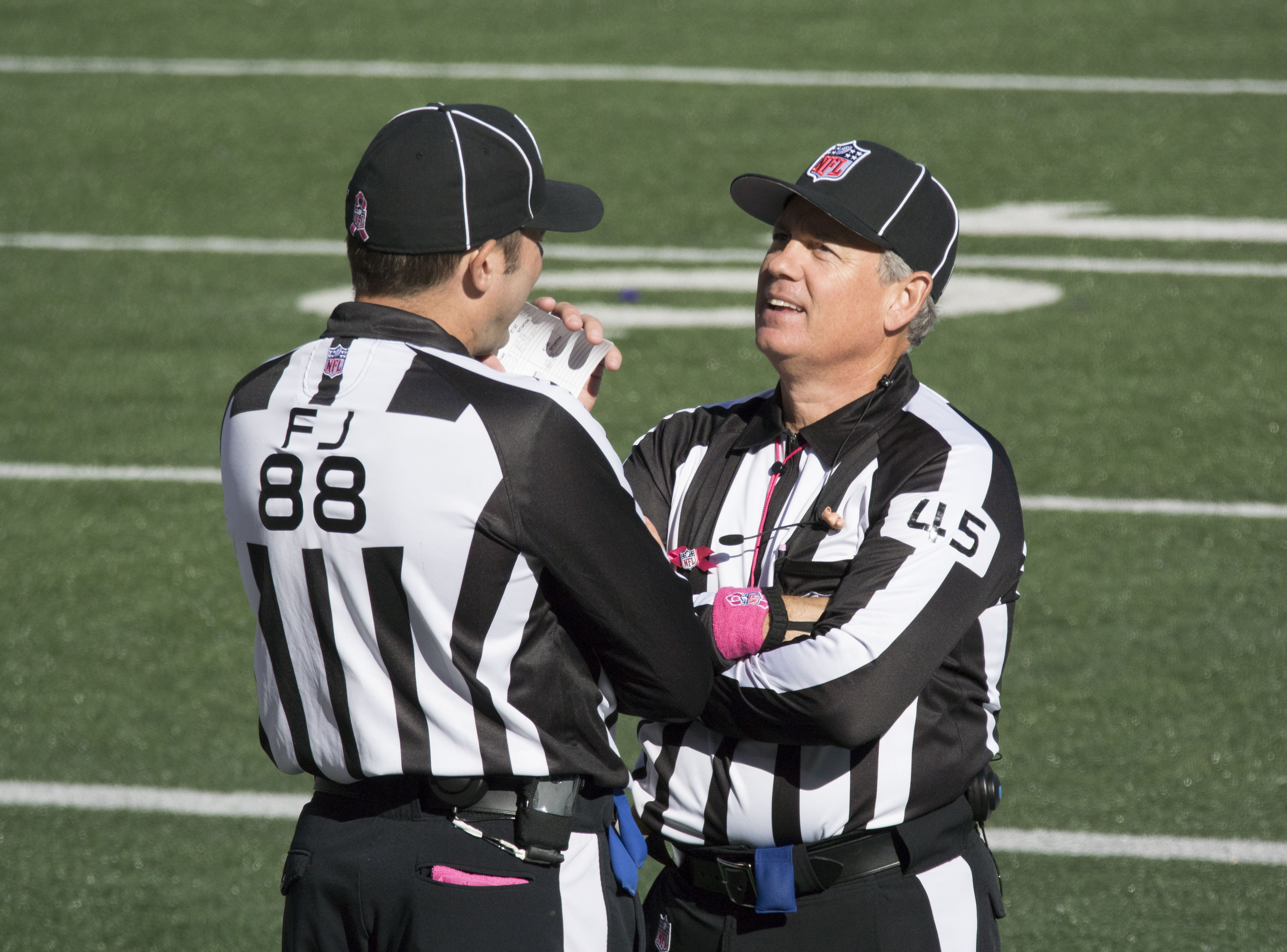
Le field judge Brad Freeman (no 88) et le line judge Jeff Seeman (no 45) à l'occasion d'un match NFL en octobre 2014.

En football américain (et canadien), un officiel est une personne qui a la responsabilité de faire respecter les règles et de maintenir l'ordre pendant le match.
Pendant les matchs professionnels, sept officiels sont présents sur le terrain.
Depuis la saison 2015, les conférences de la NCAA Division I FBS et FCS utilisent huit officiels. L'Alliance of American Football (AAF) en fit de même lors de sa seule saison 2019. Les autres matchs universitaires (Divisions II et III) utilisent six or sept officiels. L'Arena football, le football américain lycéen (high school), et les autres niveaux utilisent moins de sept officiels. Par exemple, en 'High school, les règles imposées par la National Federation of State High School Associations (en) (NFHS) imposent 3, 4, ou 5 officiels en fonction des compétitions.
Les officiels en football américain sont communément, mais à tort, appelés collectivement arbitres, mais chaque poste possède un nom, une abréviation, un numéro et des fonctions spécifiques :
- referee (R),
- umpire (U),
- down judge (D) ou head linesman (H ou HL) ,
- line judge (L ou LJ),
- field judge (F ou FL),
- side judge (S ou SJ),
- back judge (B ou BJ) et
- center judge (C ou CJ) (utilisé uniquement en NCAA Division I et en AAF pendant son unique saison 2019).

Le referee étant responsable de la supervision générale du jeu, ce poste est parfois désigné par l'appellation arbitre en chef (head referre) ou chef d'équipe (crew chief),,.

## Équipement

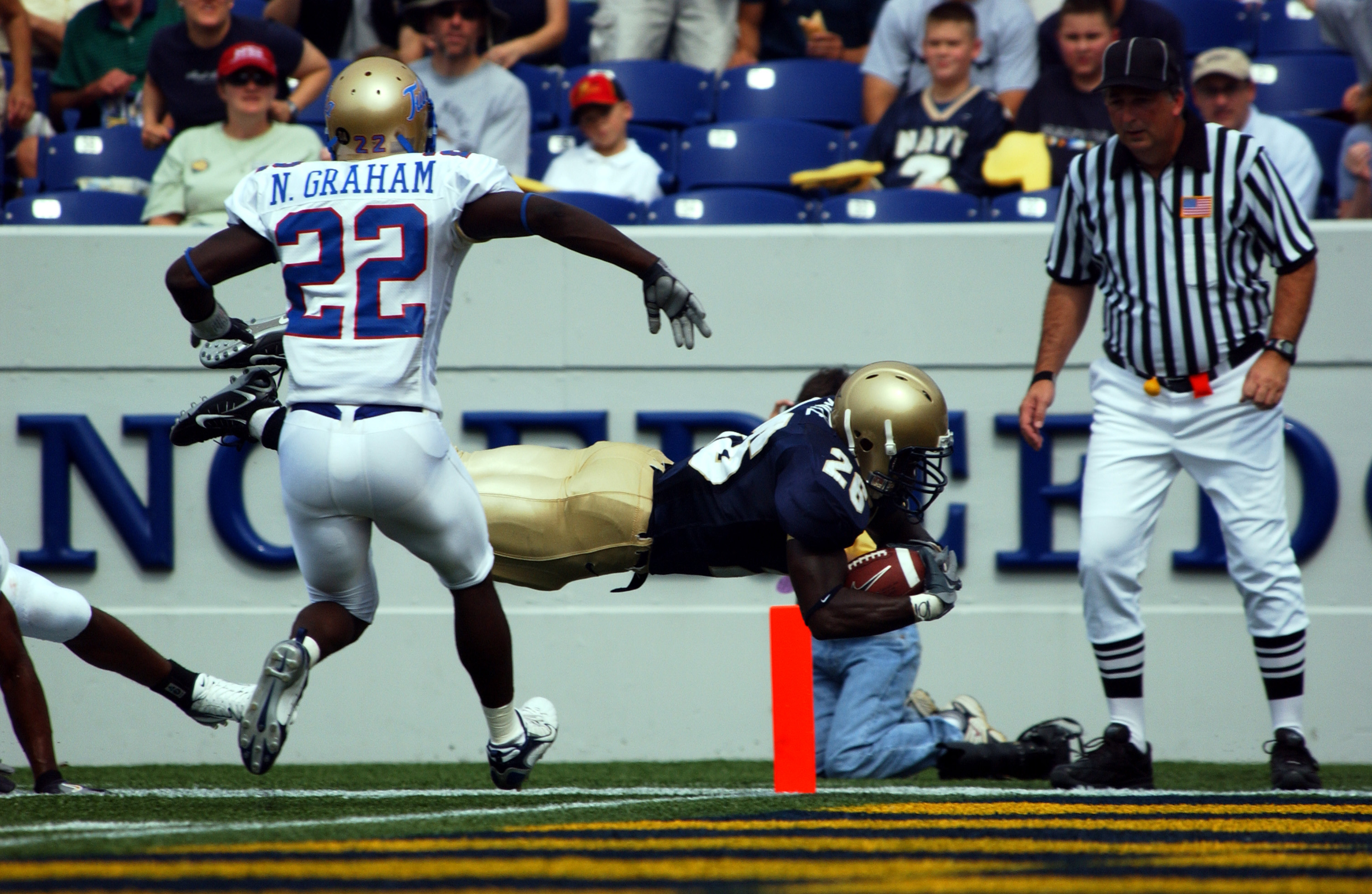
Un officiel (à droite) observe le jouer Shun White de la Navy (no 26) inscrivant un touchdown lors du match contre Tulsa. Son drapeau de pénalité jaune et son sachet orange sont visibles au niveau de sa ceinture.

Les officiels de football américain sont équipés de :

### Sifflet
Le sifflet est utilisé pour signaler aux joueurs que la balle est morte; c'est-à-dire que le jeu est terminé ou qu'il n'a jamais commencé.

### Drapeau de pénalité (flag)
Un drapeau de couleur jaune vif est lancé sur le terrain en direction ou à l'endroit d'une faute.
Pour les fautes où le point n'est pas important, telles que les fautes qui se produisent au snap ou pendant un ballon mort, le drapeau est généralement lancé verticalement.
Le drapeau est enroulé autour d'un poids, comme du sable ou des haricots (ou parfois des roulements à billes, bien que cela ait été découragé depuis qu'un incident dans un match de la NFL a démontré que ceux-ci pouvaient blesser les joueurs), de sorte qu'il peut être lancé à une certaine distance et avec précision, pour s'assurer qu'il reste en place et qu'il ne soit pas déplacé par le vent.
Les officiels portent généralement un deuxième drapeau au cas où il y aurait plusieurs fautes sur un jeu. Les officiels qui manquent de drapeaux lorsqu'ils voient plusieurs fautes sur un jeu peuvent laisser tomber leur chapeau ou le sachet orange à la place.

### Sachet (bean bag)
Un sachet de couleur (contenant des haricots, d'où son nom) est utilisé pour :
- marquer divers endroits qui ne sont pas des fautes mais qui peuvent être des lieux possibles d'application d'une pénalité
- signaler un touché illégal après un coup de pied de le ligne d'engagement.

Par exemple, le sachet est utilisé pour marquer l'endroit d'un fumble ou l'endroit où un joueur a attrapé le ballon à la suite d'un punt.
Le sachet est généralement coloré en blanc, bleu, noir ou orange, selon la ligue officielle, la conférence universitaire, le niveau de jeu ou les conditions météorologiques.
Contrairement aux drapeaux de pénalité, les sachets peuvent être lancés à un endroit parallèle à la ligne indiquant les yards la plus proche et pas nécessairement à l'endroit réel.

### Indicateur dedown
Les officiels possèdent un bracelet spécialement conçu pour leur rappeler le down joué. Ce bracelet possède une boucle élastique qui s'enroule autour des doigts.
Habituellement, les officiels mettent la boucle autour :
- de leur index pour le 1er down
- de leur majeur quand il est en 1re down,
- et ainsi de suite.

Au lieu de ce bracelet, certains officiels utilisent deux bandes de caoutchouc épaisses attachées ensemble comme indicateur de down, une des bandes est utilisée comme le bracelet précédent et l'autre est utilisée sur les doigts.
Certains officiels, en particulier les umpire, peuvent également utiliser un deuxième indicateur pour garder une trace de l'endroit où le ballon a été placé par rapport à des marques de yards avant le début du jeu (soit placé à droite si le ballon se trouve sur la ligne de yards de droite, à gauche si c'est la marque de gauche et au milieu si le ballon se trouve entre deux marques de yards). Ceci est important lorsque le ballon doit être replacé sur son spot initial après une passe incomplète ou une faute.

### Carton de données de jeu et crayon
Les officiels notent les informations administratives importantes, telles que le vainqueur du tirage au sort avant la partie, les temps morts des équipes et les fautes annoncées sur des cartes de données de jeu. Celles-ci peuvent être en papier jetable ou en plastique réutilisable.
Un crayon avec un capuchon spécial en forme de balle est souvent utilisé pour inscrire ces informations. Le capuchon empêche le fonctionnaire de se blesser (d'être poignardé) par le crayon lorsqu'il est dans sa poche (en cas de chute, choc avec un joueur...).

### Chronomètre
Les officiels sont équipés d'un chronomètre (généralement une montre-bracelet numérique) utilisé pour les tâches de chronométrage : le décompte du temps de jeu, du décompte de l'horloge avant les snaps, le décompte des temps-morts ainsi que celui entre les quart-temps.

## L'uniforme

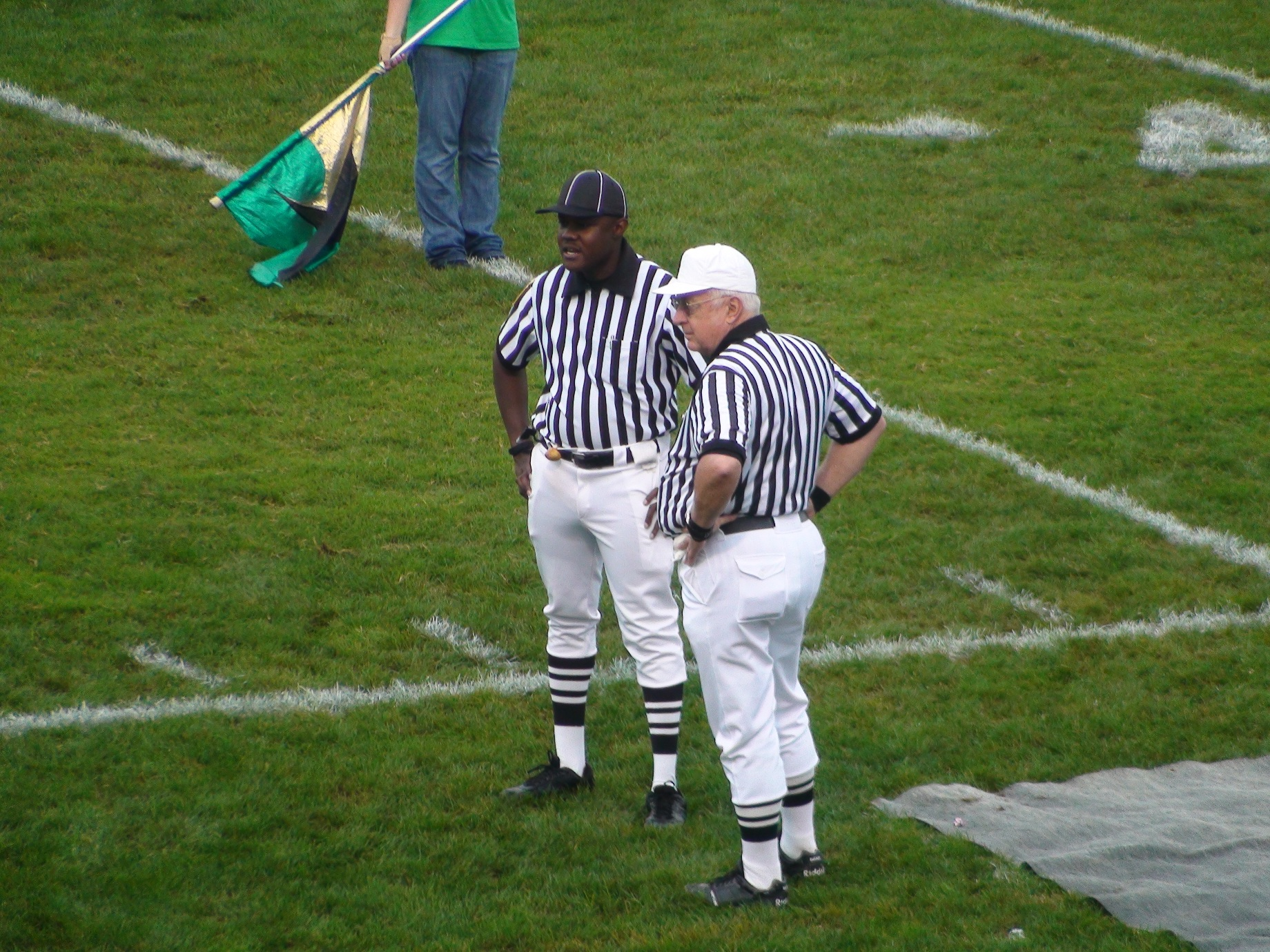
Deux officiels lors d'un match de football américain en high school dans le Maryland en septembre 2008 portant des culottes blanches alors qu'actuellement les pantalons noirs sont désormais la norme.

Pour qu'ils soient aisément reconnaissables, les officiels, familièrement appelés les zèbres, sont généralement vêtus d'un pantalon noir avec une fine bande blanche sur le côté et d'une chemise à rayures verticales noires et blanches. Les fonctionnaires portent également une ceinture noire, des chaussures noires et une casquette à visière.
Une lettre majuscule, indiquant le rôle de chaque officiel, apparaît à l'arrière du maillot dans certains niveaux de compétition, tandis que les officiels de la NFL ont des chiffres avec au-dessus une ou plusieurs lettres majuscules. Peu de temps après les attentats du 11 septembre 2001, un drapeau américain a été ajouté aux chemises des officiels de la NFL.
Les rayures ont été introduites dans les années 1920. Avant cela, des chemises blanches unies étaient portées. Cette idée serait à mettre au crédit de Lloyd Olds, arbitre de football universitaire, lequel avait été surpris qu'un quarterback lui ait par erreur remis le ballon.
Pendant les années 1940, les officiels de la NFL portaient des chemises à rayures de couleur qui représentaient leurs positions; noir et blanc pour les referees, rouge et blanc pour les umpire, orange et blanc pour les head linemen et vert et blanc pour les field judges. Pendant la plus grande partie de l'existence de l'American Football League (1960-1967), les officiels portaient des maillots à rayures rouge-orange. Les referees portaient des chapeaux rouges, les autres des blancs, tous avec le logo de l'AFL; la ligue est passée aux rayures noires et blanches standard au cours de leurs deux dernières saisons (1968 et 1969). Le look rouge et orange a été recréé en 2009 lors de la Célébration du 50e anniversaire de l'AFL.
La United States Football League, qui jouait de février à juillet pendant ses trois saisons (1983 à 1985), a permis aux officiels de porter des shorts noirs. La United Football League, qui avait débuté en octobre 2009, présentait des officiels portant des polos rouges unis sans rayures avec des chiffres noirs et un pantalon noir. Comme aucune équipe de la ligue ne portait de rouge ou d'orange, il n'y avait aucun risque de confondre les couleurs. À partir de 2010, l'UFL est passée à une version personnalisée des rayures noires et blanches traditionnelles et a porté cet uniforme jusqu'à la fin de ses activités en 2012.
Les responsables de l'Alliance of American Football portaient des chemises noires et blanches sur le dessus, avec des rayures dirigées du milieu vers le bas et avec des étoiles blanches sur les manches. Le numéro était apposé à l'arrière et sur la poche avant gauche. Le pantalon était noir. Les casquettes était noires à l'exception du referre qui portait une casquette blanche.
Les rayures sur les chemises des officiels en high school sont larges d'un pouce (inch) de large tandis qu'en NCAA elles sont larges de deux pouces, même si dans certains États, les officiels high school portent des chemises à rayures de deux pouces. Les officiels de la NFL portent des chemises à rayures irrégulières. S'ils sont en culotte courte type pantalon de golf (s'arrêtant à mi-mollet), les officiels high school portent des chaussettes au motif "Northwestern stripe"", habituellement portés par les officiels universitaires. Ceux de la NFL portent alors des chaussettes avec deux bandes blanches séparées par une bande noire.
En 2006, la NFL a complètement repensé les chemises, optant pour un uniforme plus élégant. Cependant cette nouvelle chemise ne permettait plus d'identifier  la position d'un officiel si on le regardait de face. C'est aussi en 2006 que la NFL instaure un pantalon noir avec une bande blanche sur le côté destiné à être porté par temps froid en remplacement de la culotte blanche traditionnelle. Ces pantalons noirs plus amples permettent le port de sous-vêtements plus chauds en dessous. Au cours de la saison 2010, les officiels NCAA et, dans de nombreux États, ceux des lycées (high school), ont eu la possibilité de porter le pantalon noir par temps froid. Le pantalon noir est devenu obligatoire pour les officiels du collège en 2011 et pour les officiels NFL en 2012. En 2014, plusieurs associations de high school ont commencé à imposer le port du pantalon noir pour les matchs universitaires.
Pendant plusieurs décennies, tous les officiels NFL ont porté des couvre-chefs blancs. En 1979, les referee sont passés à des casquettes noires à rayures blanches, tandis que les autres officiels ont continué à porter des casquettes blanches. Finalement, en 1988, la NFL adopte les usages en high school et en NCAA, le referee portant une casquette blanche (avec le logo de la NFL depuis le Super Bowl XXXIX), les autres portant des casquettes noires à rayures blanches. Depuis cette pratique, les referees ont depuis été surnommé les white hats (chapeaux blancs).
Les casquettes sont parfois utilisés par les officiels comme marqueurs. Si un joueur qui ne porte pas le ballon sort des limites, l'officiel lancera sa casquette par terre pour marquer l'endroit où le joueur est sorti.
Elle est également souvent utilisée : 
- pour signaler une deuxième faute constatée par un même officiel (les officiels ne peuvent porter qu'un seul mouchoir de pénalité) ;
- pour indiquer une conduite antisportive commise contre l'officiel lui-même (par exemple lorsqu'un joueur bouscule un officiel);
- lorsqu'une autre situation nécessite une marque physique et que l'officiel a déjà utilisé son mouchoir de pénalité.

Certaines conférences découragent l'utilisation de la casquette dans ces situations et préfère que le sac d'haricots (bean bag) soit utilisé à la place.

## Les postes et leurs responsabilités

### Le système standard à sept officiels
Le système standard à sept officiels est principalement utilisé par la National Football League (NFL), un certain nombre de conférences à différents niveaux du football universitaire et diverses autres ligues.
Avant le snap et pendant le jeu, chaque officiel, du fait de sa position, se voit attribuer une zone du terrain sur laquelle il se doit de surveiller les  joueurs, leurs positions et les éventuelles fautes de jeu qui peuvent s'y commettre.
Ce système garantit que les 22 joueurs et leurs actions sont surveillés en permanence par les officiels où qu'ils se produisent sur le terrain.
De plus, lorsque le ballon est mort (intervalle entre les jeux), chaque officiel se voit attribuer des tâches administratives distinctes, telles que le comptage des joueurs, le chronométrage du temps de jeu, le décompte de l'horloge avant le prochain snap et le repositionnement du ballon pour le prochain down.

#### Referee (R)

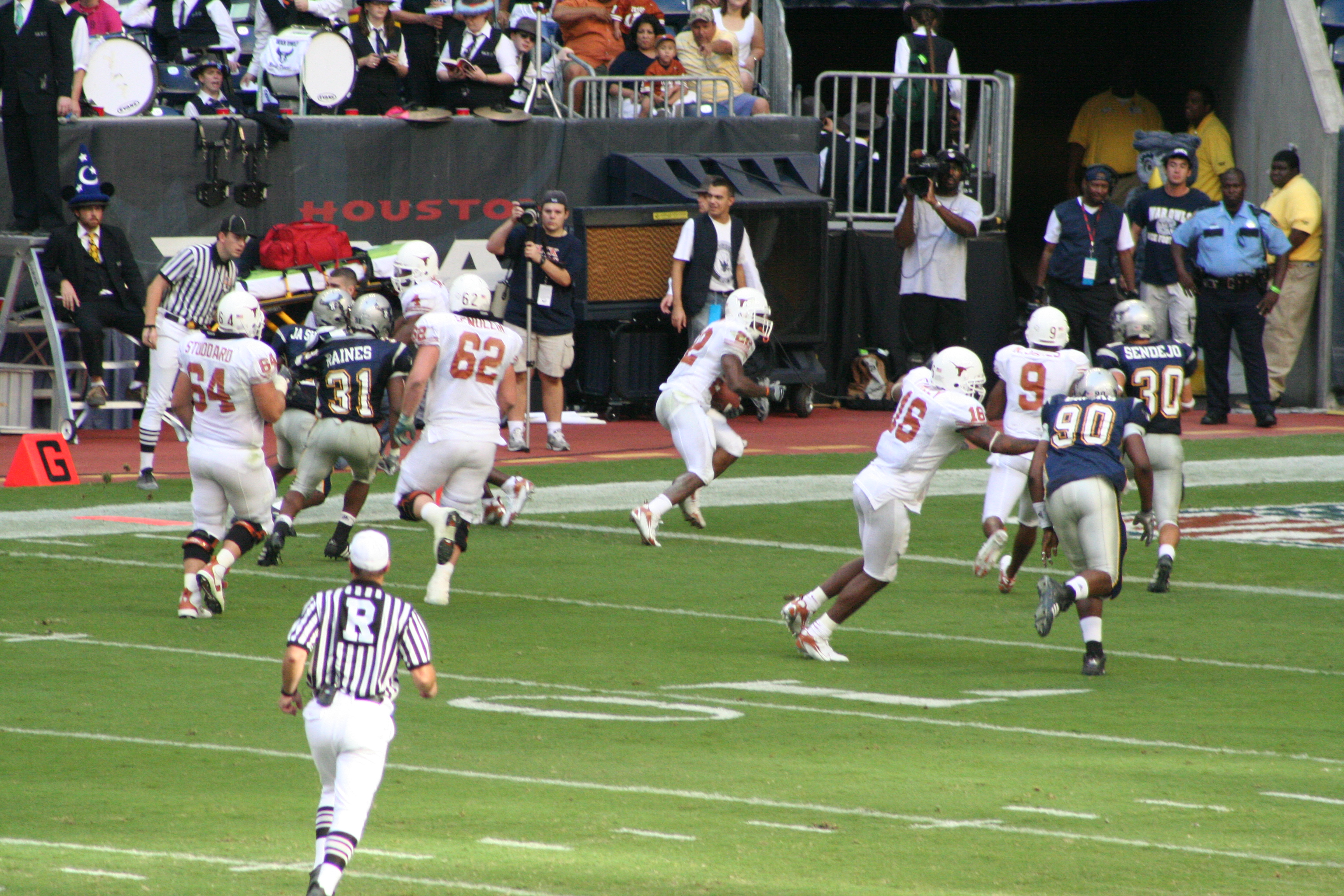
En NCAA, un referee (à l'avant plav) suit l'action entre Texas et Rice.

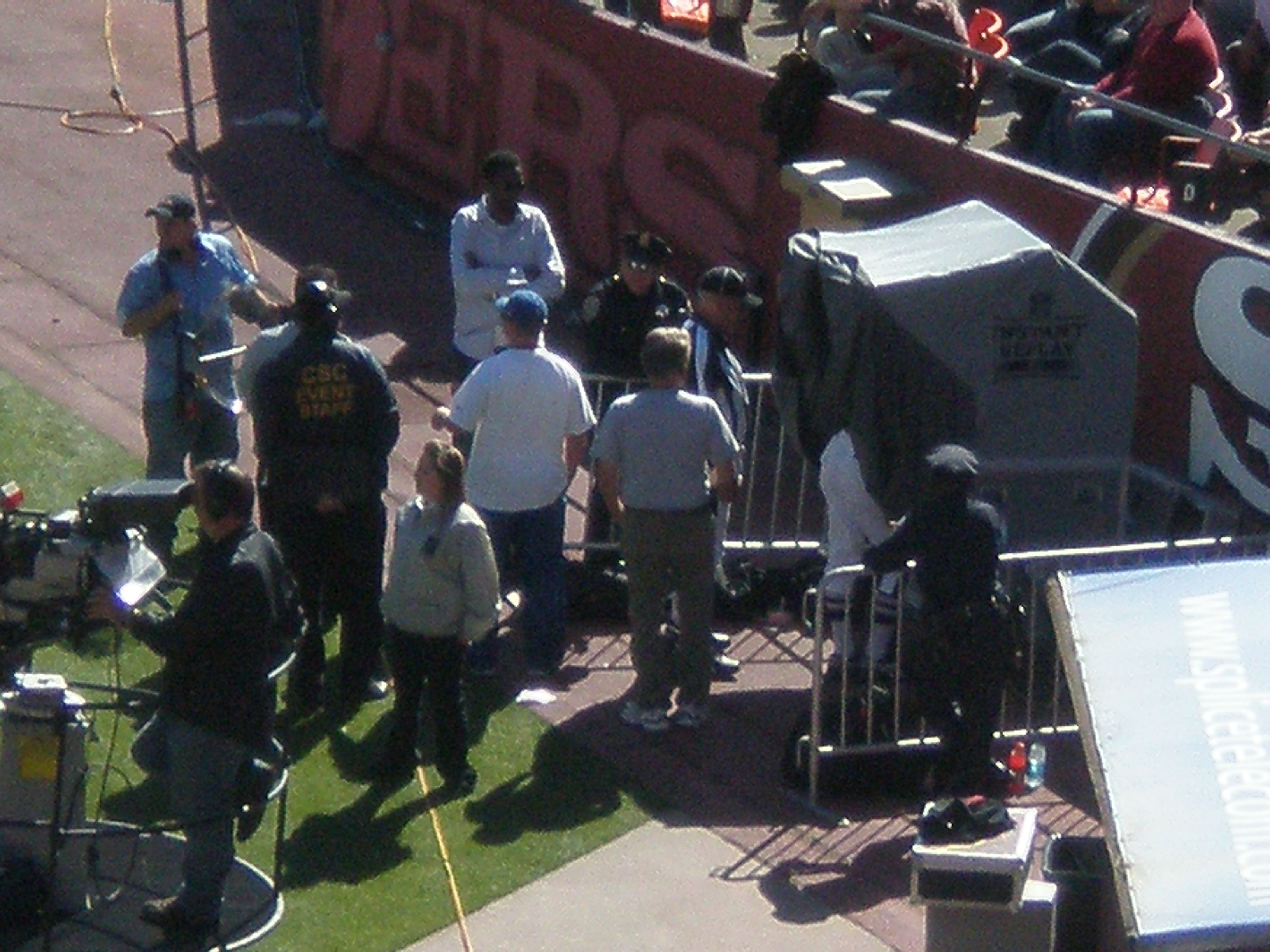
Le 2 novembre 2008, le referee Ron Winter visionne un jeu lors d'un match entre San Francisco et Philadelphie.

Il est l'arbitre principal. On le dénomme également le head referee (arbitre principal) et est considéré comme le crew chief (chef d'équipe).
Il est identifié par sa casquette blanche, les autres officiels portant une casquette noire (les couleurs des casquettes étaient inversées en NFL entre 1979 et 1987).
En plus de l'équipement détaillé ci-dessus, il est également équipé d'une pièce qu'il utilise pour effectuer le(s) tirage(s) au sort (avant le match et si besoin avant la prolongation).
C'est lui qui supervise et contrôle le déroulement du match. Il est le seul responsable officiel du score.
Il prend les décisions finales compte tenu des fautes qui lui sont signalées et en fonction du règlement en vigueur. Il signale les pénalités et fait en sorte que les deux capitaines les comprennent.
En NCAA, en NFL, dans d'autres ligues professionnelles et dans certains matchs de high school, l'arbitre annonce les pénalités avec le numéro des joueurs impliqués. Il clarifie les décisions complexes et/ou inhabituelles à l'aide d'un microphone sans fil. Ces explications sont audibles par les spectateurs et les médias.
En NFL lors de la révision vidéo des actions, l'arbitre est relié avec le centre de diffusion de la NFL à New York et après avoir visionné l'action sous les divers angles de vue disponibles, il prend la décision finale. En football universitaire, l'arbitre discute de l'action avec un officiel qui est posté dans la zone de presse au-dessus du terrain et annonce ensuite le résultat final à l'aide du microphone sans fil.
Il détermine quand la balle est prête à être jouée, après avoir vérifié que les autres arbitres sont en position. C'est lui qui commande la mise en route de l'horloge. Il doit décompter les 25 secondes entre le moment où la balle est jouable et le démarrage de l'action.
C'est également lui qui inspecte le terrain avant le match et pendant la rencontre et qui signale toute irrégularité aux responsables de l'organisation du match.
Il se place juste derrière les coureurs du côté de l'attaque (généralement décalé vers la droite si le quarterback est droitier) et il vérifie la légalité des mouvements des attaquants avant le départ de l'action (motion, shift).
Lors des passes, il se concentre principalement sur le quarterback et les défenseurs qui s'en approchent. Il détermine s'il y a faute sur le quarterback et, si celui-ci perd le ballon, il détermine s'il a commis un fumble ou s'il a effectué une passe incomplète.
Pendant les jeux de course, l'arbitre observe le quarterback jusqu'à ce qu'il cède le ballon à son running back tout en gardant son attention sur le quarterbacki jusqu'à ce que l'action soit terminée au cas où le jeu se transformerait en jeu par la passe ou en jeu surprise (trick play). Une fois qu'il est établi que le running back gardera le ballon, l'arbitre le surveille de derrière et vérifie les contacts qui s'ensuivent.
Lors des field goals et les punts, l'arbitre observe le kicker (et le holder) ainsi que tout contact effectué par les défenseurs qui s'en approchent. Sur un punt botté hors des limites, il utilise son point de vue situé derrière le kicker pour indiquer à l'arbitre de touche (le side judge) l'endroit où le ballon est sorti des limites.

#### Umpire (U)

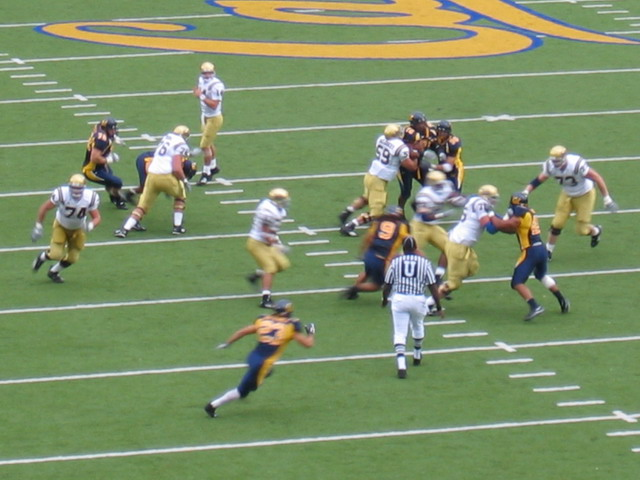
Un umpire regardant une action derrière la ligne défensive lors d'un match entre UCLA et California.

Il est responsable de la conformité de l'équipement des joueurs.
À l'exception de la NFL, il se tient derrière la ligne défensive et les linebackers pour observer les blocs de la ligne offensive et les défenseurs essayant de se défaire de ces blocs. Il signale également les holdings et les blocs illégaux. Avant le snap, il compte tous les joueurs offensifs.
Pendant les jeux de passes, il avance vers la ligne d'engagement au fur et à mesure que le jeu se développe pour pénaliser :
- les joueurs de la ligne offensive qui se déplacent illégalement vers le bas du terrain avant que la passe ne soit lancée
- le quarterback qui aurait lancé le ballon au-delà de la ligne d'engagement.

Il aide également à décider des passes incomplètes lorsqu'il s'agit d'une passe courte.
En NFL, étant situé là où se déroule une grande partie du début des actions de jeu, l' umpire est considéré comme l'officiel occupant physiquement la position la plus dangereuse. Pour cette raison, la NFL a effectué des expériences lors de la pré-saison 2001 en positionnant l' umpire du côté de l'attaque, adjacent au referee. En mars 2010, la NFL annonce que ce repositionnement sera permanent, après cinq blessures graves subies par les arbitres en 2009 (deux commotions cérébrales et trois blessures au genou ou à l'épaule nécessitant une intervention chirurgicale). À partir de 2010 (jusqu'en 2015), l'arbitre est replacé du côté défensif de la ligne d'engagement pour les cinq dernières minutes de la deuxième mi-temps. En 2016, cette disposition est supprimée. Depuis lors, l' umpire se place dans le champ arrière offensif pour tous les jeux, sauf lorsqu'il est évident que l'attaque va ''spiker'' le ballon (action du quarterback qui jette directement le ballon au sol dès l'avoir reçu du centre).
En NFL, l' umpire :
- contrôle la légalité des actions qui se déroulent sur la ligne d'engagement
- contrôle la position des hommes de ligne sur le terrain
- détermine si à l'occasion d'une passe ou d'un coup de pied, la balle a franchi la ligne d'engagement.
- observe la conformité du snap

En outre, il doit aussi rappeler au referee le temps qui reste à jouer dans chaque mi-temps.

#### Head linesman (H ou HL) / down judge (DJ)
En NFL, il se positionne au niveau de la ligne d'engagement à l'opposé de la tribune de presse, toujours près de la chaîne d'arpenteur et suffisamment en retrait de manière à ne pas gêner les mouvements des autres joueurs.
Les linesmen doivent juger de la progression du ballon et comptabiliser le nombre de downs. Ils ont à leur charge les mouvements de la chaîne d'arpenteur (mesures pour vérifier si le 1er down est accordé) et de l'indicateur des downs.
Lorsque l'action se déroule de son côté du terrain, le linesman doit apprécier la légalité des actions qui se déroulent autour du ballon :
- Il repère les éventuels offsides, encroachements et autres fautes d'avant snap.
- Dès que le jeu se développe, il doit juger les actions se déroulant près de la ligne de touche (par exemple si un joueur est ou pas hors limites out of bounds).
- Lors de jeu à la passe, il surveille les receveurs près de la ligne de touche jusqu'à une zone de 5 à 7 yards au-delà de la ligne d'engagement.

La NFL a modifié le terme head linesman en down judge pour éviter toute discrimination, Sarah Thomas étant nommée à ce poste pour arbitrer ses matchs.

#### Line judge (L ou LJ)

Ce croquis indique les positions des sept officiels (en blanc) par rapport aux formations offensive (en bleu) et défensive (en rouge). En NFL, depuis 2015, lUmpire est positionné derrière l'attaque en opposition au Referee (sur le croquis, à droite du TB bleu).

Il se positionne à hauteur de la ligne d'engagement (line of scrimmage), du côté de la tribune de presse, du côté opposé au head linesman ou down judge et suffisamment en retrait pour ne pas gêner les mouvements des joueurs.
Lorsque l'action se déroule de son côté du terrain, le linesman doit apprécier la légalité des actions qui se déroulent autour du ballon :
- Il décompte le nombre de joueurs offensifs ;
- Il repère les éventuels offsides, encroachements et autres fautes d'avant snap ;
- Il vérifie si la passe est vers l'avant ou latérale ou si le ballon est lancé illégalement au-delà de la ligne de mêlée.
- Dès que le jeu se développe, il doit juger les actions se déroulant près de la ligne de touche (par exemple si un joueur est ou pas hors limites out of bounds).
- Lors de jeu à la passe, il surveille les receveurs près de la ligne de touche jusqu'à une zone de 5 à 7 yards au-delà de la ligne d'engagement.
- Il indique la progression de la balle au referee et à l'umpire.

Lors d'un punt ou d'une tentative de field goal, le line judge vérifie que le coup de pied a été effectué derrière la ligne d'engagement
En high school et dans les ligues mineures, il est le chronométreur officiel du match. En NFL, NCAA et autres niveaux de football américain, le temps officiel est affiché sur le marquoir du stade, et le juge de ligne devient chronométreur de secours.

#### Field judge (F ou FJ)
Il se positionne du côté de la défense à 15 à 20 yards en retrait de la ligne de scrimmage, du côté opposé à la tribune de presse et suffisamment sur le côté pour ne pas gêner les joueurs. Il est du même côté que le line judge.
Il est responsable :
- du décompte des joueurs défensifs
- du décompte des 25 secondes une fois que la balle est prête à jouer.

Il doit suivre des yeux les receveurs éligibles, les coups de pied et les passes qui se déroulent de son côté.
Il doit juger l'action des coureurs, des receveurs et des défenseurs se trouvant de son côté et statuer sur les interférences de passes, les blocs illégaux et les passes incomplètes.
Il a parfois été le chronométreur officiel, et dans plusieurs ligues, il s'occupe du décompte de l'horloge lorsque les officiels ne sont que six,.

#### Side judge (S ou SJ)
Il travaille derrière la défense sur la même ligne de touche que le head linesman ou le down judge.
Comme le field judge, il prend des décisions pour les actions se déroulant près de la ligne de touche de son côté du terrain.
Il doit juger l'action des coureurs, des récepteurs et des défenseurs évoluant de son côté et statuer sur les interférences de passes, les blocs illégaux et les passes incomplètes.
Il compte également le nombre de joueurs défensifs.
Lors d'un field goal, il sert de deuxième umpire sauf en NFL où il est le seul officiel positionné derrière la ligne défensive, car l'umpire reste dans la zone offensive.
En football universitaire, le side judge est responsable du chronométrage du temps de jeu ou du décompte de l'horloge (avant le snap), lesquels sont gérés par un assistant sous sa direction.
Pour la NFL, cela incombe au septième officiel, ajouté avant la 1978.

#### Back judge (BJ)

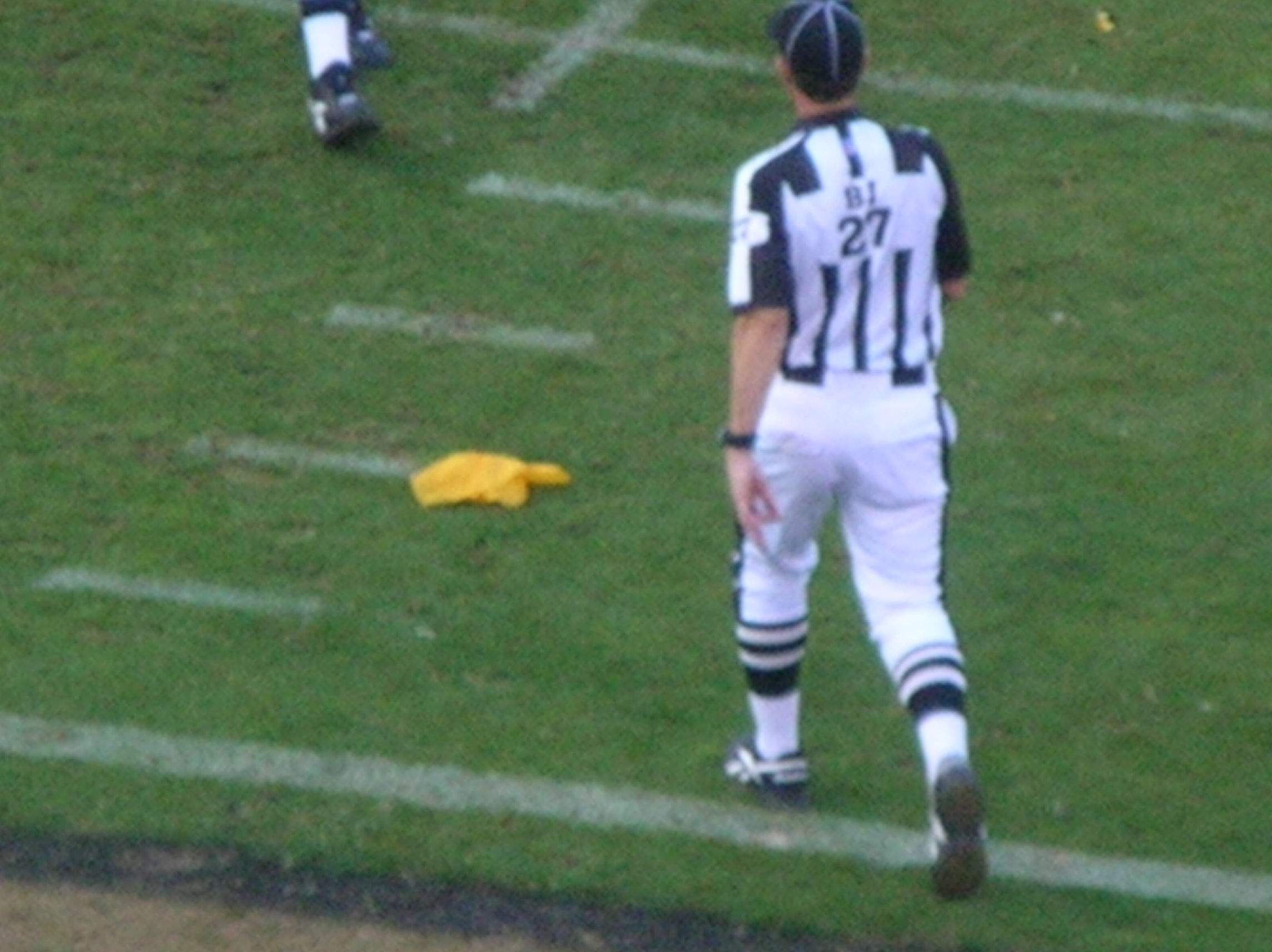
Le back judge Lee Dyer signalant une pénalité à l'aide de son mouchoir jaune le 16 novembre 2008 lors du match entre San Francisco et St. Louis.

Il se positionne entre 20 et 25 yards derrière la ligne d'engagement et en retrait de tous les défenseurs, au milieu du terrain.
Il a pour missions de : 
- décompter le nombre des joueurs défensifs présents sur le terrain
- le décompte du temps
- vérifier la légalité des actions de passe ainsi que la nature du ballon (mort ou vivant)
- observer les mouvements des receveurs lorsqu'ils sortent de la zone d'engagement
- juger les actions des runnings backs, des receveurs (principalement les tight-end) et des défenseurs qui se trouvent dans sa zone

Comme le side judge et le field judge, il doit statuer sur les interférences de passes, les blocs illégaux et les passes incomplètes.
Il couvre la zone du milieu de terrain située entre lui et l'umpire.
Il a le dernier mot concernant la légalité des coups de pied non effectués à partir de la ligne d'engagement (kickoffs). Il est également responsable de décider s'il y a un "retard de jeu" (delay of game) lorsque le décompte de horloge expire.
Il juge en compagnie du field judge si une tentative de field goal est réussie
En football universitaire, le back judge est responsable tant du chronométrage du temps de jeu que du décompte de l'horloge avant un snap, lesquels sont gérés par un assistant sous sa direction.
En NFL, ce rôle incombe au cinquième arbitre ajouté en 1947,.

#### Transitions pendant les turnovers, les punts et retours défensifs
Lors des turnovers, punts, retours défensifs et transitions d'action d'une direction à l'autre, les officiels doivent s'adapter.
Les rôles s'inversent naturellement. Le field judge, le side judge et le back judge s'occupent des positions arrière tandis que le referee, le head linesman/down judge et le line judge s'occupent des positions avants.
L'umpire, dans sa position traditionnelle au milieu du terrain, reste généralement immobile jusqu'à ce que le retourneur et les autres joueurs le dépassent.

### Autres systèmes
En Arena Football League , le football américain pratiqué en high school (lycées) et en d'autres niveaux possèdent d'autres systèmes au niveau de l'arbitrage. :
- Le système à 3 officiels utilise le referee, le head linesman et le line judge ou dans certains cas le referee, l'umpire et le head linesman. Il est très courant en équipes de jeunes et en juniors.
- Le système à 4 officiels utilise le referee, l'umpire, le head linesman et le line judge. Il est principalement utilisé dans les niveaux inférieurs du football américain, y compris les équipes juniors et certaines écoles du secondaires.
- Le système à 5 officiels est utilisé en Arena Football League (par considération avec la plus petite taille du terrain), la plupart des équipes lycéennes (high school) et pour les matchs semi-professionnels. Le back judge est ajouté au système à 4 officiels. Dans ce système, le linesman est responsable de la chaîne d'arpenteur, le line judge est le chronométreur officiel du match et le back judge du décompte de l'horloge avant le snap et des temps morts d'une minute (réduits à 30 seconds lorsque les matchs sont télévisés).
- Le système à 6 officiels est identique au système à 7 officiels sans le back judge. Il est utilisé dans certains matchs de high school et en NCAA à l'exception de la Division I (FBS et FCS).

#### À huit officiels
Pendant quatre matchs joués pendant l'avant saison 2010, la NFL a expérimenté un système avec un huitième officiel, le deep judge. Celui-ci se plaçait dans le champ arrière défensif en face du back judge. La principale responsabilité de ce nouveau poste était de contrôler l'action des receveurs. Cela a permis à la NFL d'ajuster la couverture à la suite du déplacement de l'umpire à l'arrière de l'attaque. L'expérience s'est poursuivie pendant 12 matchs lors de la pré-saison 2011, puis a été interrompue par la suite. La ligue n'a cependant pas encore mis en place un tel système pour la saison régulière ou les séries éliminatoires; il utilise depuis le système standard à sept officiels.
En 2013, la Big 12 Conference en NCAA a commencé à utiliser un système avec un huitième officiel, l' alternate judge (A). Il se plaçait à l'arrière de l'attaque, du côté opposé au referee par rapport au quarterback, soit la même position qu'occupe l' umpire en NFL. L' umpire quant à lui, était conservé à sa position traditionnelle derrière la ligne défensive. L' alterenate judge est utilisé entre autres aussi pour situer le ballon. Lors de la saison 2014 en NCAA Division I FBS, toutes les conférences ont été autorisées à utiliser ce système à titre expérimental. L'Atlantic Coast Conference, la Big Ten Conference, l'American Athletic Conference et la Big 12 Conference ont utilisé le système. Le nom du 8e officiel fut changé en center judge (C) mais sa position sur le terrain fut identique à celle qu'occupait l'alternate judge en 2013. Ce système fut utilisé lors des bowls universitaires ainsi que pour les matchs du College Football Playoff, les conférences utilisant le système fournissant les officiels pour ces matchs. Le système devient officiellement celui utilisé dès la saison 2015 en NCAA Division I FBS. Il est également utilisé en Kansas Jayhawk Community College Conference (en).
L'Alliance of American Football a utilisé le système à 8 officiels en y ajoutant un sky judge. Ce dernier avait le pouvoir d'imposer ou d'annuler des pénalités lors d'actions dangereuses. Dans les cinq dernières minutes du quatrième quart-temps, il pouvait appeler ou inverser les pénalités d'interférence de passe sifflées contre l'attaque ou la défense.
La XFL (2020) se propose d'utiliser un huitième officiel dénommé ball judge, lequel devra uniquement repérer le ballon le plus rapidement possible afin de réduire les temps d'arrêt pendant le match.

## Histoire
Au début de la NFL, les matchs étaient arbitrés par trois officiels (le referre, l'umpire et le head lineman). Le field judge est ajouté pour la saison 1929 et le back judge en 1947.
En réponse aux quarterbacks qui dissimulaient le ballon (Fran Tarkenton en particulier), le line judge est ajouté en 1965 pour surveiller le côté opposé de la ligne d'engagement,. Le side judge est ajouté en 1978, lorsque la NFL a mis en place de nouvelles règles pour faciliter les jeux à la passe. En 2017, la NFL renomme le head linesman en down judge.
La pratique consistant à demander à l'arbitre d'annoncer des pénalités ou d'expliquer les décisions complexes et / ou inhabituelles sur un microphone sans fil a commencé en NFL lors de la saison 1975. led football universitaire et d'autres ligues professionnelles ont rapidement adopté cette pratique.
Pendant des années, il était interdit au referee d'annoncer le numéro d'un joueur fautif sauf 
- en Western Athletic Conference et en Mountain West Conference ;
- lorsqu'un joueur était expulsé.

En 2004, les règles universitaires ont été modifiées pour permettre à tous les "referee"" d'annoncer le numéro du joueur fautif. Selon les règles de la NFHS utilisées dans tous les États (à l'exception du Massachusetts et du Texas) pour les matchs d'enseignement secondaire (high school), l'annonce du numéro du joueurs est passée de "non autorisée" à "non requise" en 2014.
Parmi les principaux Halls of Fame sportifs d'Amérique du Nord, le Pro Football Hall of Fame est unique parce qu'il n'a jamais intronisé d'officiel (fin de saison 2024). Ceux du baseball, du basket-ball et du hockey en ont chacun intronisé même si le PFHOF compte un intronisé lié à l'arbitrage soit Shorty Raydit Hugh L. Ray (en) intronisé en 1966 après ses 14 saisons en tant que responsable de la ligue des arbitres. Au Canada, le Temple de la renommée du football canadien a intronisé quelques officiels comme membres.

### Officiels féminins
Historiquement, les officiels du football américain étaient des hommes. En 2007, Sarah Thomas devient la première femme à officier un grand match de football universitaire en arbitrant le match entre l'Université de Memphis et l'Université d'État de Jacksonville. Plus tard, Thomas devient la première femme à officier comme line judge à l'occasion d'un bowl universitaire, le Little Caesars Pizza Bowl de 2009 disputé entre l'Université Marshall et l'Université de l'Ohio. Depuis lors, d'autres femmes ont arbitré des matchs de football universitaire en NCAA Division I.